# Geusenbecher
Die Geusenbecher (auch als Weseler Prunkpokale bezeichnet) sind zwei Silberpokale, welche die niederrheinische Hansestadt Wesel 1578 als Geschenk von calvinistischen Glaubensflüchtlingen aus den Niederlanden und dem heutigen Belgien erhielt. Sie befinden sich bis heute im Besitz der Stadt. Auf ihnen eingraviert ist der Ehrenname Vesalia hospitalis (Lateinisch für „gastfreundliches Wesel“).

## Historischer Kontext und Erhalt der Pokale
Wesel war 1407 Mitglied im Hansebund geworden und war 1540 die erste Stadt am Niederrhein, die sich zu den Lehren der Reformation bekannte. Im Zeitraum von 1544 bis 1583 nahm sie mehrere Tausend calvinistische Glaubensflüchtlinge aus den Niederlanden bzw. Flandern, der Wallonie und England auf. Die Gesamtzahl soll sich in diesen knapp vier Jahrzehnten auf 8.000 aufgenommene Personen belaufen haben, allerdings gab es zwischenzeitlich auch wieder Abwanderungen von Zugewanderten. Ihr Bevölkerungsanteil belief sich zeitweise auf rund 20 Prozent. Die genannten Zuwanderergruppen wurden zusammenfassend als „Geusen“ bezeichnet.
Die Zuwanderung von Flüchtlingen begann 1544 mit drei geflohenen Flamen und Wallonen, die in Wesel um die Möglichkeit baten, dort weiter dem Tuchhandwerk nachgehen zu können und aufgenommen wurden. Insgesamt gab es in den folgenden Jahrzehnten drei Zeiträume mit besonders starker Zuwanderung. Die Zuwanderung war mit einem wirtschaftlichen Aufschwung für die Hansestadt verbunden, was besonders daran lag, dass einige der Flamen und Wallonen besondere Kenntnisse in der Tuchweberei hatten und diesem Wirtschaftszweig zu einer Blüte verhalfen. Ferner profitierten auch Kunsthandwerk und der Buchdruck von einem deutlichen Aufschwung. Ein Teil der Zugewanderten wurde dauerhaft in Wesel ansässig. 1550 hatten erste von ihnen das Bürgerrecht der Stadt erhalten. 1568 fand mit dem Weseler Konvent ein bedeutendes Treffen führender Calvinisten niederländischer Herkunft in Wesel statt.
1578 verließ ein großer Teil der Niederländer die Stadt und eine Abordnung der niederländischen Gemeinden überreichte dem Weseler Stadtrat als Anerkennung für die Gastfreundschaft die beiden Geusenbecher, je einen für die Gruppe der Flamen und die der Wallonen. Der Ehrenname „Vesalia hospitalis“ (gastfreundliches Wesel) wurde als Ausdruck des Danks für die gewährte Gastfreundlichkeit in die Pokale eingraviert. Das genaue Datum der Übergabe war der 24. Februar 1578 und gefertigt wurden die Geusenbecher durch den Kölner Goldschmied Gillis Sibricht.

## Die Geusenbecher als historische Gegenstände
Als Teil des städtischen Besitzes blieben die Geusenbecher über die Jahrhunderte erhalten. In der Endphase des Zweiten Weltkriegs kam jedoch die Befürchtung auf, dass die Gegenstände verloren gehen könnten. Am 21. September 1944 wurden die Geusenbecher daher zusammen mit fünf weiteren Pokalen und Bechern aus Stadtbesitz in einen Sarg gelegt und auf dem Friedhof an der Caspar-Baur-Straße vergraben. Das Grab erhielt zur Tarnung den Namen eines gefallenen Soldaten Gillis Sibricht, was tatsächlich dem Namen des Herstellers der Geusenbecher entsprach. Beteiligt an dem Vorgang waren der Bürgermeister und wenige Mitglieder der Stadtverwaltung. Die ursprünglich Beteiligten schwiegen nach Kriegsende zunächst über den Verbleib der Pokale, doch der ebenfalls eingeweihte Friedhofsgärtner machte den Vorgang im Januar 1946 der neuen Weseler Stadtverwaltung bekannt. Hintergrund war, dass bereits Gerüchte über den Verbleib der Geusenbecher existierten und er aus diesem Grund um deren Sicherheit fürchtete. Am Abend des 28. Januar 1946 wurden die Gegenstände durch führende Angehörige der Stadtverwaltung wieder ausgegraben und am Morgen des nächsten Tages in den Tresor der Sparkasse Duisburg gebracht. Ihr Abtransport wurde sowohl gegenüber der Öffentlichkeit als auch gegenüber der britischen Militärverwaltung vorerst geheim gehalten. Im August 1950 wurden die Geusenbecher von Duisburg nach Wesel zurückgeholt.
Die Geusenbecher werden im Städtischen Museum im Gebäude der Stadtbücherei Wesel am Rand des Kornmarkts dauerhaft ausgestellt, im Rahmen bestimmter Ausstellungen jedoch auch verliehen. Üblicherweise werden sie jeweils nur einzeln verliehen. Beispielsweise findet ab April 2017 eine Leihe an das Deutsche Historische Museum in Berlin statt. Der historische Ehrenname „Vesalia hospitalis“ wird in der Gegenwart weiterhin verwendet und in ähnliche Kontexte übertragen, etwa auf den Tourismus und den Umgang mit gegenwärtiger Zuwanderung.